# 烏蓋特·厄比納
烏蓋特·厄比納，全名烏格斯·烏爾塔因·烏爾比納·比利亞雷亞爾（Ugueth Urtaín Urbina Villarreal，1974年2月15日—）是委內瑞拉籍的前棒球選手，司職救援投手。厄比納於1995年進入美國職棒大聯盟，曾兩度入選全明星賽，他在1999賽季以41次救援的成績領先全大聯盟，2003年世界大賽中他取得兩次救援成功，為佛羅里達馬林魚隊贏得獲勝的功臣之一。此外，他是大聯盟歷史上唯一一位以“UU”或“UUU”為姓名縮寫的球員。
2005賽季後，他的棒球生涯因故中止，他被指控與幾位同伴在自家農場砍殺5名工人，最後被判14年徒刑。在服刑7年多後，他於2012年12月24日獲釋。
其大聯盟成績通算共出賽583場，拿下44勝49敗與237次救援成功，防禦率3.45。

## 外部連結
- 球員資訊和成績在MLB，ESPN，Baseball-Reference，Fangraphs，Baseball-Reference (Minors)（英文）
- Ugueth Urbina （页面存档备份，存于） at Pura Pelota (Venezuelan Professional Baseball League)